# Pterospermum menglunense
Pterospermum menglunense är en malvaväxtart som beskrevs av Hsue. Pterospermum menglunense ingår i släktet Pterospermum och familjen malvaväxter. Inga underarter finns listade i Catalogue of Life.